# Johann Florian Heller
Johann Florian Heller, född 1813, död 1871, var en österrikisk läkare och kemist.
Heller sysslade framför allat med urinens patologiska beståndsdelar; klassisk är Hellers metod att med salpetersyra påvisa proteiner i urinen. 